# 高子儒
高子儒（508年—548年）字孝禮，渤海郡人，是北魏、东魏大臣。高崇之孫，高謙之之子。
元顥進入洛陽時，他的叔父高道穆跟隨元子攸北上巡行，高子儒後來渡過黄河到達元子攸的行宫，向元子攸匯報洛陽的情況。元子攸於是任命高子儒擔任秘書郎中，後來又調任通直郎，並擔任安東將軍、光禄大夫、司徒中兵參軍、兼任祭酒。興和初年，兼任殿中侍御史。當時各地有許多流民，高子儒又出任梁州、北豫州、西兖州的檢户使，搜查出大量的逃匿人口。